# Xã Holmes, Michigan
Xã Holmes (tiếng Anh: Holmes Township) là một xã thuộc quận Menominee, tiểu bang Michigan, Hoa Kỳ. Năm 2010, dân số của xã này là 335 người.